# Альтанка (Польща)
Альтанка (пол. Altanka) — село в Польщі, у гміні Сохачев Сохачевського повіту Мазовецького воєводства.
Населення — 276 осіб (2011).
У 1975—1998 роках село належало до Скерневицького воєводства.

## Демографія
Демографічна структура станом на 31 березня 2011 року:
|          | Загалом | Допрацездатний вік | Працездатний вік | Постпрацездатний вік |
| -------- | ------- | ------------------ | ---------------- | -------------------- |
| Чоловіки | 140     | 35                 | 96               | 9                    |
| Жінки    | 136     | 29                 | 88               | 19                   |
| Разом    | 276     | 64                 | 184              | 28                   |